# NGC 2403

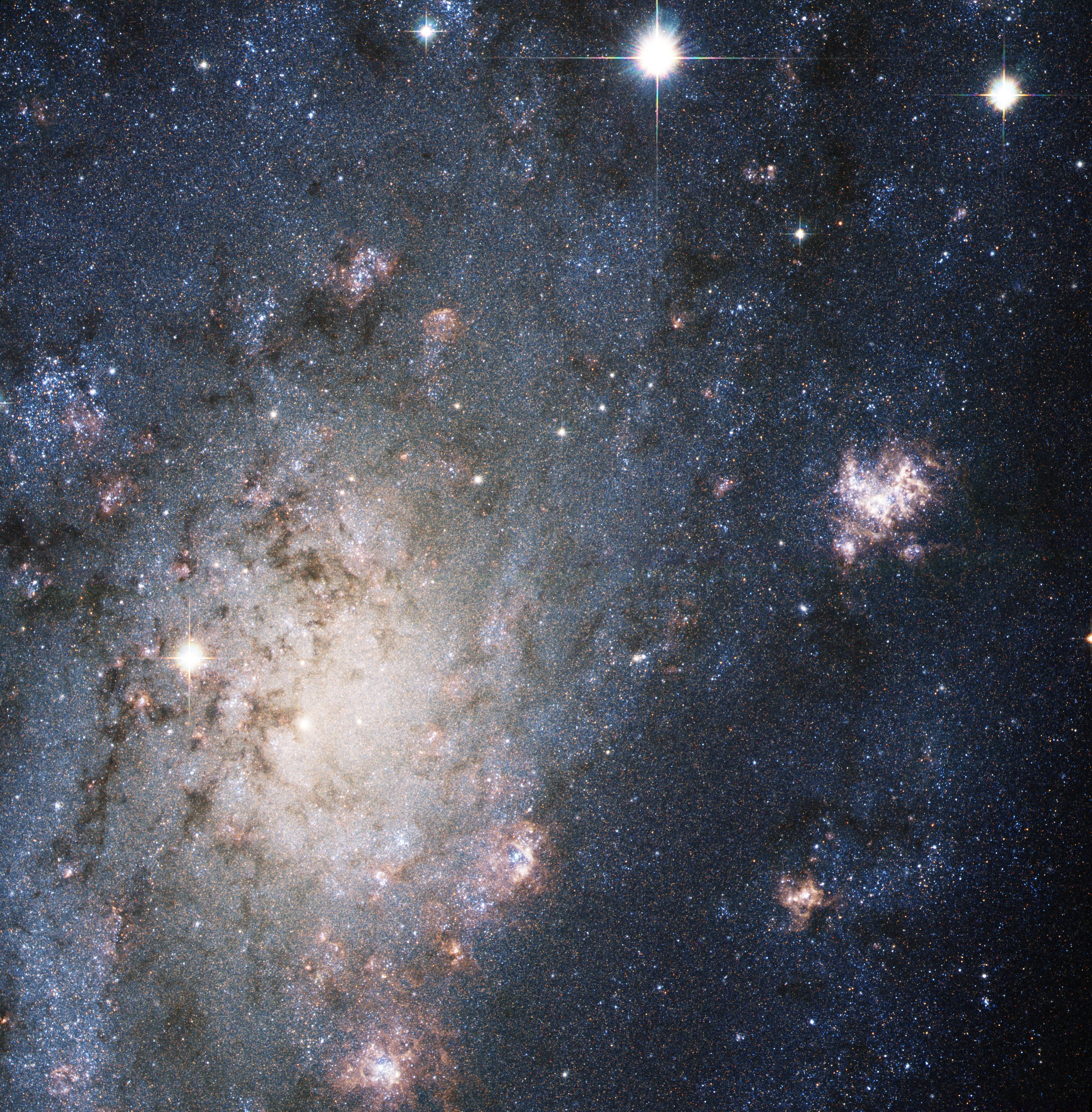
Imagine luată de Telescopul Spațial Hubble

NGC 2403 (denumită și Caldwell 7) este o galaxie spirală intermediară din constelația Girafa.